# Apomarsupella rubida
Apomarsupella rubida är en bladmossart som först beskrevs av William Mitten, och fick sitt nu gällande namn av Rudolf Mathias Schuster. Apomarsupella rubida ingår i släktet Apomarsupella och familjen Gymnomitriaceae. Inga underarter finns listade i Catalogue of Life.